# Kreis Viersen
Kreis Viersen är en del av regionen Niederrhein i delstaten Nordrhein-Westfalen, Tyskland.
Kreis Viersens areal är 563,29 km². Och den högsta punkten är Süchtelner Höhen på 90,70 m, medan den lägsta punkten är Pielbruch med 28.6 m.
Bilarna har VIE på nummerskyltarna.

## Orter
| Största kreis-tillhörande stad      | Invånare |
| ----------------------------------- | -------- |
| Viersen                             | 76.190   |
| Medelstora kreis tillhörande städer | Invånare |
| Willich                             | 51.691   |
| Nettetal                            | 42.411   |
| Kempen                              | 36.294   |
| Tönisvorst                          | 30.159   |
| Kreis tillhörande distrikt          | Invånare |
| Schwalmtal                          | 19.374   |
| Brüggen                             | 16.195   |
| Grefrath                            | 15.885   |
| Niederkrüchten                      | 15.389   |

Från: 30 juni 2006
1. ↑  hämtat från: tyskspråkiga Wikipedia.[källa från Wikidata]
2. ↑  läs online, www.landesdatenbank.nrw.de .[källa från Wikidata]
3. ↑  läs online, www.destatis.de .[källa från Wikidata]